# 上海印刷技术研究所
上海印刷技术研究所有限公司，简称上海印研所，是中国当代广泛使用的宋、黑、楷、仿等印刷字体的发源地，与北京新华字模厂、上海字模一厂、文字六〇五厂合称「三厂一所」。

## 沿革
印研所的前身为上海市印刷工业公司试验室，建立于1956年8月。1961年8月正式以「上海印刷研究所」的名义运作。1965年改「上海印刷技术研究所」。至文化大革命前夕，有一百二十余人。文革期间，字体研究室遭解散，所内仅余六十人左右，并改由上海印刷工业公司领导。1973年后，再归上海市出版局领导。2000年，与上海出版印刷物资公司、上海印刷器材制造厂、上海字模一厂、上海市印刷十厂等合并为上海印刷新技术（集团）有限公司。後成为上海文艺出版集团和上海世纪出版集团的成员单位，隶属于上海印刷集团。2019年改为现名。

## 字体设计
1955年，中国文字改革委员会（文改会）连同人民教育出版社等单位成立的标准字形组决定以「印刷体、书写体合一」的原则改革字体。1956年1月，中国国务院公布《汉字简化方案》，正式拉开了改用简化字的帷幕。1957年，文改会推出《汉字字形整理方案（草案）》。1959年12月，文化部根据「革新铅字字体座谈会」的意见组织成立「汉字字形整理组」。同年，文化部副部长胡愈之提出整理并创写新字体的指示。上海市出版局副局长汤季宏领命筹建印刷字体研究室。1960年8月，印刷字体研究室正式成立，负责字体的整旧创新工作。1961年，将字体研究室从上海市印刷工业公司试验室划入上海印刷研究所，从各单位集合了三十余人，正式开始字体设计工作。

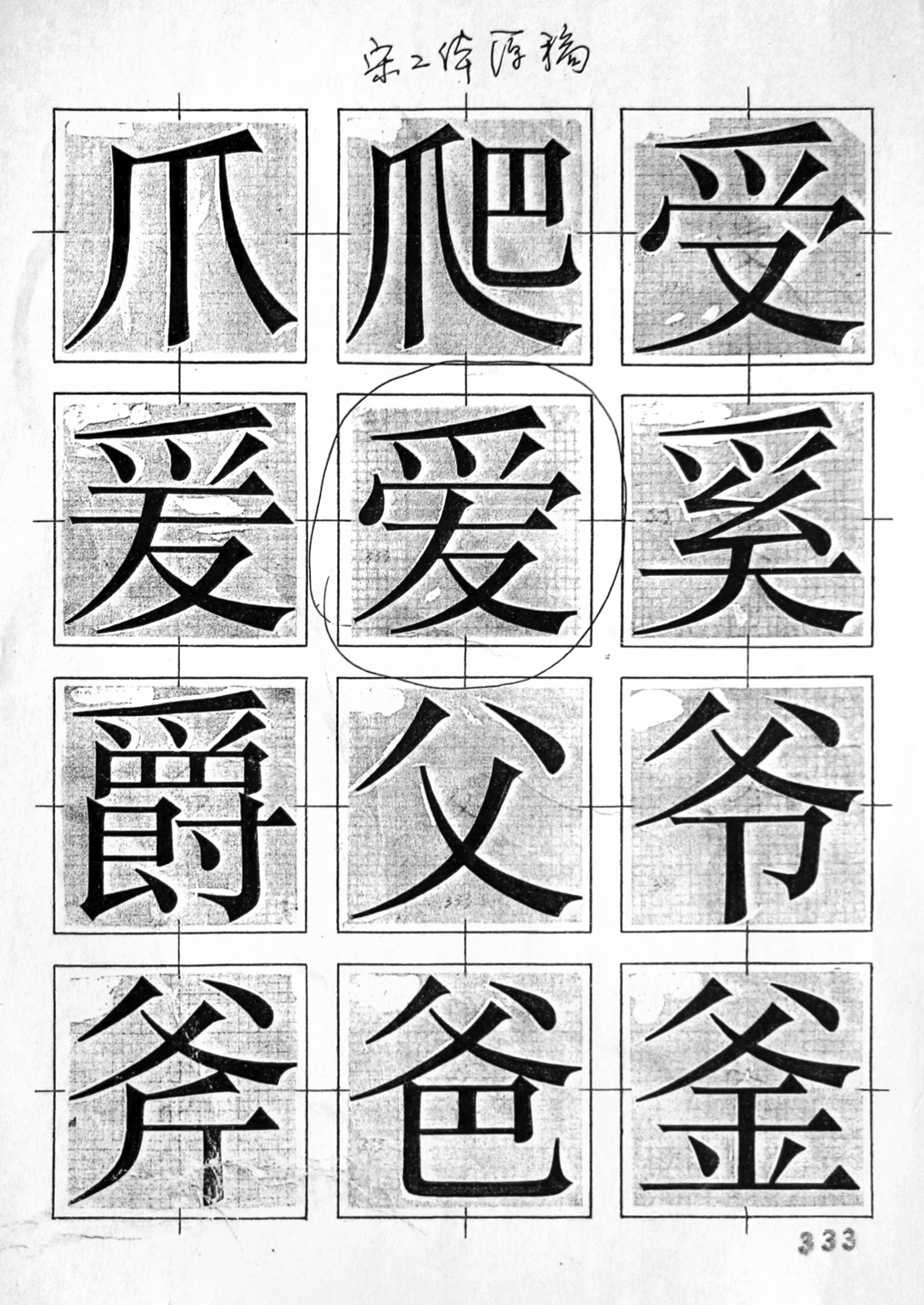
上海印刷技术研究所制作的宋二体字稿

六十年代初，印研所连同北京新华字模厂为《印刷通用汉字字形表》的编制搜集资料，于1962年向文化部提出《印刷通用字表（草稿）》，为「新字形」的制定提供了参考。随後，为《辞海》、《毛泽东选集》横排本设计了宋一体、黑一体、宋二体、黑二体等字体，後广泛用于一般书籍的排印。
文革中，字体研究室被撤销，人员下放到字模厂。
文革后，向英国蒙纳公司提供宋、黑、楷、仿四种字体的字稿并建成字库，作为留购蒙纳激光照排系统的补偿条件。後又向「748」工程提供这批字稿，协助印刷业从铅字排版向桌面出版转型。这批字稿日後为方正等字体厂商所用。所研制的点阵汉字被批准为国家标准。
与方正字库合作多次，完成方正书宋等字体。
2009年6月，印研所申报的《汉字印刷字体书写技艺》被列入上海市第二批非物质文化遗产项目名录。
2023年7月，发布「印研宋七」字体，基于徐学成为毛泽东著作设计的字体原稿制作。
编印有《印刷活字研究参考资料》论文集。

## 其他成就
八十年代，引进英国蒙纳激光照排系统，并经五六年的时间消化，编制了自己的排版系统。
研制了预制感光版（PS版）、感光胶、纸基涂塑轧花等生产工艺。
自1972年以来主办《印刷杂志》。
自2020年以来经营上海印刷字体展览馆。